# 小沼克介
小沼克介，日本男性動畫師。

## 主要參加作品

### 電視動畫
- 楓葉鎮物語（1986年，動畫）
- 怪盗Saint Tail（1995年，原畫）
- 烏龍派出所（1998年、2000年，原畫）
- （1998年，作畫）
- 魔法咪路咪路系列（2002年－2005年）
  - 魔法咪路咪路（2002年－2003年，人物設定[1]、作畫監督）
  - 魔法咪路咪路Golden（2003年－2004年，人物設定[2]、作畫監督）
  - 魔法咪路咪路Wonderful（2004年－2005年，人物設定[2]、作畫監督）
  - 魔法咪路咪路Charming（2005年，人物設定、作畫監督）
- 新鮮釀造音樂劇 練馬蘿蔔兄弟（日语：練馬大根ブラザーズ）（2006年，作畫監督）
- 吉永家的石像怪（2006年，作畫監督）
- 嬌蠻之吻 Cool×Sweet（2006年，作畫監督）
- 地上最強新娘（2006年，作畫監督）
- MOONLIGHT MILE 2nd Season -Touch down-（日语：MOONLIGHT MILE）（2007年，作畫監督）
- 光速大冒險PIPOPA（2008年，人物設定）[3]
- 夢色蛋糕師（2009年－2010年，作畫監督）
- 夢色蛋糕師SP Professional（2010年，作畫監督）
- 結界女王（2011年，作畫監督）
- 人類衰退之後（2012年，原畫）
- 能量獸之戰獸旋戰鬥（2012年－2013年，總作畫監督、作畫監督、作畫監督補佐、原畫）
- 義風堂堂!! 兼續和慶次（2013年，作畫監督）
- Z/X IGNITION（2014年，作畫監督、原畫）
- 暗殺教室（2015年，作畫監督）
- 亂步奇譚 Game of Laplace（2015年，作畫監督）
- 槍彈辯駁3 -The End of 希望峰學園- 絶望篇（2016年，作畫監督）
- 魔法少女育成計劃（2016年，作畫監督）
- 歡迎來到實力至上主義的教室（2017年，作畫監督）
- 來玩遊戲吧（2018年，作畫監督）
- Radiant 虛空魔境（2018年－2019年，作畫監督）

### OVA
- 新空手道地獄變（日语：新カラテ地獄変）（1990年，動畫檢查、動畫）
- 天使之卵（1986年，原畫）

### 電影動畫
- 魔女宅急便（1989年，動畫）

## 相關項目
- 日本動畫師列表